# Спангліш
Спа́нгліш (англ. і ісп. espanglish, espaninglish, el Spanish broken, ingléspañol, ingleñol, espan'glés, espanolo), також jerga fronteriza («прикордонний жаргон») — збірна назва для цілої групи змішаних мов і діалектів мексикано-американського прикордоння, які об'єднують у собі риси англійської та іспанської мов в найрізноманітніших комбінаціях залежно від близькості до кордону, індивідуальних особливостей мовця тощо. Спангліш також є виявом мовного явища перемішування мов (Code-mixing) та перескакування між мовами (Code switching).

## Термін
Термін «спенґліш» вперше використав у пресі пуерториканський журналісту Сальвадор Тіо, який в 1952 році висловив критику з приводу погіршення чистоти іспанської мови серед населення Пуерто-Рико через наростаюче проникнення англійської лексики.

## Історія
Спангліш став масовим мовним явищем вже в новий час (кінець XIX — XX ст.) у результаті масової легальної та нелегальної імміграції мексиканців і латиноамериканців у прикордонні штати США (Каліфорнія, Техас, Нью-Мексико та інші) з одного боку і проникненням американського капіталу та інших форм впливу в країни Латинської Америки з іншого. 
Коріння спанглішу слід шукати у мові тоді ще нечисленного іспанізованого населення (метиси, креоли) територій на північ від річки Ріо-Гранде, які після мирної угоди Ґвадалупе-Ідальґо 1848 року (американо-мексиканська війна) перейшли під управління США. Так, іспаномовне населення округу Сан-Антоніо швидко стає двомовним, засвоїло американську культуру, і в умовах заборони на освіту іспанською мовою широко використовує англійську мову, хоча так до кінця на неї не переходить. Явище стало масовим вже в другій половині XX століття. 
У США був прийнятий Закон Джонса-Шефрота, підписаний президентом Вудро Вільсоном 2 березня 1917 року, за яким мешканці Пуерто-Рико отримали американське громадянство. Це збільшило кількість громадян США носіїв іспанської мови, та спростило їх пересування по країні. Це у свою чергу призвело до утворення центрів імміграції у великих північних містах, таких як Нью-Йорк, Чикаго, Детройт, а також у штаті Нью-Джерсі, котрі стали ареалами спаґлішу. Так у Нью-Йорку спенґліш є третім після англійської та іспанської, за кількістю носіїв.
У роки Другої світової війни в США виник брак робочої сили, особливо у сільському господарстві та залізничному транспорті. Тому урядом США було прийнято програму «Брасеро», у рамках якої були залучені мексиканські наймані робітники, які після завершення дії програми поверталися на батьківщину. З 1942 по 1964 рік, під час дії програми «Брасеро», у пікові періоди кількість «брасерос» на території Сполучених Штатів доходило до півмільйона осіб. Завдяки цій програмі стали більш інтенсивними процеси мовного обміну та змішання. 
Основні носії спанґлішу зараз — американці мексиканського походження та інші латиноамериканці в США. Оскільки вихідці з Латинської Америки стали найчисленнішою меншиною США, спанґліш поширюється все інтенсивніше, на відміну від інших іммігрантських мов які зникають. Академія іспанської мови США проводить кампанії по захисту іспанської мови від спенґлішу. 
Спанґліш не існує у чистому та незмінному вигляді, а знаходиться в постійному русі, невпинно адаптуючись до нових умов. Він не має чітких граматичних, фонетичних, лексичних та інших правил. Незважаючи на те, що на території США мешкають вихідці з різних країн Латинської Америки, які розмовляють мексиканським, пуерториканським, домініканським, кубинським та іншими діалектами іспанської мови, спанґліш є для них взаємозрозумілим комунікативним засобом, за яким не закріплена певна зона поширення. Є кілька різновидів спанґлішу: чиказький, кубинський, пуерто-риканський, техасько-мексиканський, домініканський тощо. 
Спанґліш абсолютно природним чином присутній як на вулицях так і у школах, його вживають політики, релігійні діячі та журналісти на радіо і телебаченні, а також в інтернеті.

## Приклади змішаного тексту на спангліші
Ábrela tú.
¿Por qué yo? Tú tienes las keys. Yo te las entregué a ti. Además, I left mine adentro.
¿Por qué las dejaste adentro?
Porque I knew you had yours.
¿Por qué dependes de mí?
Just open it, and make it fast.

## Кальки
В іспанській мові США часто трапляються кальки англійських фраз і висловів.
- llamar para atrás < англ. call back букв. «дзвонити назад» (передзвонити), замість правильн. ісп. devolver la llamada букв. «повернути дзвінок».
- te veo < англ. see you (soon) букв. «побачу тебе» (до побачення), замість правильн. ісп. hasta pronto або hasta la vista букв. «до швидкого».
- no hace sentido < англ. it does not make sense букв. «це не робить сенсу» (дурість), замість правильн. ісп. no tiene sentido «не має сенсу».

Особливу роль грають когнати, пароніми та фальшиві друзі:
- англ. application > спангл. aplicacion «заява» замість «застосування»
- англ. exit > спангл. exito «вихід» замість «успіх»
- англ. grocery > спангл. groseria «бакалея» замість «грубість»

З другого боку, в стандартній англійській мові США, особливо у ЗМІ, іспанський вплив відчувається в лексиці, де він слугує для створення гумористичного, комічного, іронічного, гротескного ефекту: solo, si, adios, amigo, buenos dias тощо, а також численні брехливі іспанізми.